# 82-я стрелковая дивизия
82-я стрелковая дивизия — воинское соединение Вооружённых Сил СССР, принимавшее участие в Великой Отечественной войне.

## История
Сформирована 17.06.1942 года на базе 64-й морской стрелковой бригады непосредственно на позициях на рубеже Егорьевское, Бутово, Кучино (на подступах к Гжатску южнее Красного холма). На базе 1-го стрелкового батальона бригады был создан 210-й стрелковый полк, на базе 2-го батальона — 250-й стрелковый полк, на базе 3-го стрелкового батальона — 601-й стрелковый полк. Артиллерийский дивизион переформировался в 795-й артиллерийский полк, заново были созданы 146-й отдельный истребительный противотанковый дивизион, 123-й отдельный сапёрный батальон, 130-й отдельный батальон связи, учебный батальон, 53-й медико-санитарный батальон, 94-я отдельная рота разведки, авторота и другие подразделения обслуживания.
В действующей армии во время ВОВ с 17.06.1942 по 16.11.1943, с 12.12.1943 по 06.08.1944, с 13.09.1944 по 20.12.1944 и с 25.12.1944 по 09.05.1945 года.
Обороняла указанный рубеж до августа 1942, приняла участие в Ржевско-Сычёвской наступательной операции августа 1942 года. Имела соседом справа части 8-го гвардейского стрелкового корпуса, слева 40-ю стрелковую бригаду. Перед дивизией стояла задача: наступая на юг и юго-восток, прорвать оборону противника на участке Васильевское, западнее Бутово, уничтожить противника в районе Васильевское. В дальнейшем уничтожать противника, занимавшего оборону в районе Петропавловское, Пустой Вторник, Варварино. Наступление дивизии поддерживал 537-й пушечный артиллерийский полк и 319-й отдельный гвардейский миномётный дивизион реактивной артиллерии. Наступает с 04.08.1942 года, до 08.08.1942 безуспешно в лоб пыталась прорвать оборонительные позиции противника, затем предприняла обходной манёвр, обеспеченный более удачным наступлением соседа справа, но в целом, освободив несколько сёл, успеха не достигла. С 10.08.1942 главные усилия армии были перенесены на участок дивизии, и с 11.08.1942 снова перешла в наступление, к 13.08.1942 вышла к Яузе западнее деревни Старая Трупня, форсировала её, но в результате ожесточённых недельных боёв, в том числе с подчинённой 129-й стрелковой бригадой, дальше не продвинулась, и была отброшена. С 22.08.1942 наступает с востока на Карманово, до 23.08.1942 ведёт тяжёлые бои совместно с другими частями за Карманово, освобождает его. К концу августа 1942 закрепилась на рубеже Вазузы в районе сёл Попсуево, Ежаково, Завидово. До марта 1943 года занимает указанные рубежи, после чего преследует отходящего врага в направлении на Новодугино, Дорогобуж. Сосредоточившись в районе Бургово, Черниково, имея соседом справа части 331-й стрелковой дивизии, слева 140-й стрелковой бригады, дивизия с 04.03.1943, прорвав оставленные заслоны, начала преследование. Продолжая наступать, части дивизии освободили населённые пункты Овсяники, Осташево, Селище, Суртомино, Васьково, Матвейково и другие, с 16.03.1943 ведёт бои под Новодугино, освобождает его, 27.03.1943 вышла к Минскому шоссе, где была остановлена вражескими войсками. Во время наступления прошла свыше 170 километров, освободила 187 населённых пунктов.
04.04.1943 дивизия сдала свой участок частям 331-й стрелковой дивизии и была отведена в ближний тыл на отдых и укомплектование, строит тыловую полосу обороны в районе Анциперово, Жугино, Вержино, летом совершает 60-километровый марш в район Авдюково.
Перед дивизией стояла задача прорвать оборону противника на участке один километр южнее Авдюково, шоссе Ярцево — Дорогобуж и наступать в направлении Ярцево, Смоленск. Соседом справа была 359-я стрелковая дивизия, слева — 133-я стрелковая дивизия. С 03.08.1943 дивизия наступает, в течение недели прорвать оборону противника не смогла. С 15.08.1943 дивизия возобновила наступление, смогла прорвать оборону и продолжила наступление, с 20.08.1943 ведёт тяжёлые бои на промежуточном рубеже Медведово-Сафоново, затем перешла к обороне, пополнялась и перегруппировывалась. Возобновила наступление с 01.09.1943, ведёт бои на подступах к Ярцево на рубеже Замошье-Боровлёво. В ночь на 16.09.1943 вошла в предместья Ярцево, в течение трёх дней ведёт бои в городе, окончательно освобождает Ярцево (19.09.1943), затем, преследуя противника, части дивизии освободили населённые пункты Мушковичи, Бобры, Лукьяники, Каменка, Юшино.
С северо-востока наступает на Смоленск, ведёт тяжёлые бои на подступах к городу, затем 25.09.1943 очистила от оккупантов северную часть города и железнодорожную станцию. Продолжает наступление вдоль Минского шоссе, овладела сёлами Катынь, Турово, Гусино, где была 07.10.1943 после безуспешных наступательных боёв остановлена ожесточённым сопротивлением врага, 11.10.1943 перешла к обороне. Понесла большие потери. 16.11.1943 выведена в резерв, погружена в эшелоны и переправлена в Черниговскую область, где пополнялась и доукомплектовывалась. В середине декабря 1943, совершив длительный марш, дивизия сосредоточилась в районе Старой Белицы. 14.01.1944 получила боевую задачу форсировать реки Ипа и Вишь, выбить противника и овладеть населёнными пунктами Крюковичи, Новосёлки и наступать в направлении Озаричи, Савичи. В ночь на 15.01.1944 начала наступление, справа действовала 162-я стрелковая дивизия, слева: 115-я стрелковая бригада. Вела ожесточённые бои за село Новосёлки, к исходу 17.01.1944 вышла к реке Вишь и передовыми подразделениями с ходу переправилась на её западный берег, создав плацдарм для дальнейшего наступления. 20.01.1944 возобновила наступление в направлении Озаричей, усиленная 193-м танковым полком. 29.01.1944 была остановлена в районе населённого пункта Савин Рог, до 16.02.1944 ведёт бои в том районе, сдала позиции 253-й стрелковой дивизии и была переброшена на участок Притыка, Петровичи, а затем 14.03.1944 была переброшена в район Степаново, Бовки, заняла оборону в деревне Бовки (Быховский район Могилёвская область) 25.03.1944 заняла исходные позиции для наступления на село Красницу, и 26.03.1944 после жестоких боёв Красница была освобождена, затем пыталась наступать дальше, но продвинуться не смогла. В ночь на 05.04.1944 дивизия сдала свой боевой рубеж частям 324-й стрелковой дивизии и сосредоточилась в районе села Семёновка для приёма пополнения и обучения его.
22.04.1944 дивизия сосредоточилась в районе Шапчицы, Звонец, Канава, Бута. 22.06.1944 сосредоточилась в районе села Медведь (севернее г. Рогачёва). C 24.06.1944 наступает во втором эшелоне корпуса, ведя бои с отставшими группировками противника. С 26.06.1944 совершает форсированный марш, догоняя первый эшелон, с 27.06.1944 наступает с рубежа Малая Крушиновка между 348-й стрелковой дивизией и 108-й стрелковой дивизией, форсировала реку Добысна, перерезала железную дорогу Могилёв — Осиповичи, 28.06.1944 усиленной ротой в тылу врага перехватила шоссе Минск — Барановичи, 03.07.1944 эта рота ворвалась на товарную станцию Минск. Основные силы дивизии занимались ликвидацией остатков бобруйской группировки противника, затем с тяжёлыми боями форсировали реку Свислочь (Осиповичский район, Могилёвская область), 02.07.1944 частью сил приняла участие в освобождении Пуховичей. Затем части дивизии продолжали наступление в направлении Барановичи, Слоним. Приняла участие в освобождении Черемхи (20.07.1944). 27.07.1944 дивизия вышла на рубеж Бобровка, Туровщина. По отчётам дивизии, за время операции она уничтожила свыше 10000 и взяла в плен 10238 солдат и офицеров, её части уничтожили 24 танка, 4 самоходных орудия, 7 полевых орудий, 9 миномётов, 41 станковый и ручной пулемёт, 28 автомашин и много другой боевой техники; захватили 10 полевых орудий, 13 миномётов, 63 станковых и ручных пулемёта, 19 автомашин, 7 мотоциклов, 6 исправных танков, 5 тягачей, 7 раций, 10 разных складов и другое имущество.
С 06 по 30.08.1944 части дивизии, сосредоточившись в лесу западнее Займа, Жденя, пополнялись и доукомплектовывались, затем эшелонами отправлены в Псков. Дивизия прибыла в Псков только 17.09.1944, затем совершила марш по маршруту Псков, Селище, Корлы, Халахальня, Горохова, Панивиста, Вяндра, Сарлизе, Метсега, Менисте и сосредоточилась в районе Тахава, Рамнизки, Пярну, Харгла. В бои вступила 20.09.1944, прорывает оборону противника на участке западнее Харглы и продвигается в направлении Валмиера, Смилтене. В наступлении дивизию поддерживали 16-я гвардейская пушечная артиллерийская бригада, 48-я гвардейская тяжёлая пушечная артиллерийская бригада, 19-й гвардейский миномётный полк реактивной артиллерии. Справа от дивизии наступала 212-я стрелковая дивизия, слева части 89-го стрелкового корпуса. Дивизия наступала вдоль южного берега реки Гауя и железной дороги Псков-Рига. К 30.09.1944 дивизия была остановлена на оборонительном рубеже «Сигулда». Возобновила наступление 02.10.1944, прорывая рубеж, к вечеру 07.10.1944 вышла к городу Сигулда, который в этот же день и освободила. В ночь на 13.10.1944 форсировала озеро Балт-Эзерс, вошла в Ригу и вышла на восточный берег реки Западная Двина в районе железнодорожного моста и севернее. С 20.09.1944 по 13.10.1944 части дивизии прошли с боями свыше 200 километров, освободив при этом 155 населённых пунктов, в том числе города и железнодорожные станции Иерети, Лигатне, Сигулда, Инчукалис, Ропажи, Лагстинен, Балт-Эзерс, Чикуркалнс, Югла. За этот период части дивизии уничтожили около 2000 солдат и офицеров противника и 147 захватили в плен; уничтожили 12 танков, 65 пулемётов, 10 орудий, 12 миномётов, 10 тягачей, 20 повозок, 23 мотоцикла; захватили 1 танк, 3 орудия разных калибров, 16 станковых и ручных пулемётов, 3 склада с химическим имуществом и много складов с боеприпасами, продовольствием и другим имуществом. В операции понесла большие потери.
Затем совершила форсированный марш по глубокой грязи, бездорожью и болотам Прибалтики на расстояние свыше 200 километров, двигаясь по маршруту Рига, Селеки, Машаны, Галднеки, Яунземели, Суткун, Подгай, Бабулино, Седа, Жидикай, Стрелишки и сосредоточилась в районе Павари, Алупы, Лавдышки. В ночь на 28.10.1944 сменила части 356-й стрелковой дивизии, и получила задачу прорвать оборону противника и наступать в направлении Озалыни, Мустыни, Олыни и далее. Правее наступала 212-я стрелковая дивизия, слева части 89-го стрелкового корпуса. Ведёт тяжёлые наступательные бои до 04.11.1944, пройдя около 50 километров. Затем части дивизии совершили марш и сосредоточились в районе Мустин, Бринти, Мигла, Итыниш, где вновь пополнялись и укомплектовывались.
После марша части дивизии сосредоточились в районе Жидикай, Седа, Шяуляй. 10.12.1944 погрузилась в эшелон, разгрузилась на станции Минск-Мазовецкий, и после марша, 24.12.1944, дивизия сосредоточилась в районе Романув, Александрув, Воля Ласкажевска, Ласкажев. Получила большое пополнение из Молдавии.
В ночь на 12.01.1945 сменила части 112-й стрелковой дивизии. С утра 14.01.1945 прорывает оборону противника на участке Зосин, Грабув-Залесный, с задачей овладеть Грабув-Залесным, выйти на рубеж Буды, Гжегожевске, в последующем форсировать реку Пилица, к исходу дня выйти в район Ежувек, Оподжев и со вводом в бой полка второго эшелона развивать наступление в направлении Рыжки. Соседом справа наступала 212-я стрелковая дивизия, слева — 301-я стрелковая дивизия. В наступлении дивизию поддерживали 44-я танковая бригада и 1899-й самоходный артиллерийский полк. Прорвала оборону противника и начала преследование. 28.01.1945 в районе Романскув, Чарникау дивизия пересекла польско-германскую границу и вышла в район Нойдорф, Рунау, продолжила наступление, освободив Зельхов, Герниц, Годрензин, Вольденберг, Карцих, Зольдин, Литине и 01.02.1945 вышла на Одер в районе Грюнеберг, Цэкерик, Нойблессин. 02.02.1945 форсировала одним батальоном реку в районе Нойблессина и заняла плацдарм шириной до 10 километров. 01-05.02.1945 ведёт тяжёлые бои как на плацдарме, так и отражает фланговые удары. За время наступления от Вислы до Одера дивизия прошла около 800 километров, освободила около 1700 населённых пунктов, по отчётам дивизии уничтожила около 6 тысяч и взяла в плен 9441 вражеского солдата и офицера, захватив: самолётов разных — 38, танков — 13, бронетранспортёров — 8, самоходных орудий — 6, тракторов и тягачей — 12, полевых орудий разных калибров — 42, зенитных орудий — 29, миномётов — 19, станковых и ручных пулемётов — 165, автоматов — 190, винтовок — 620, грузовых автомашин — 498, велосипедов — 1160, мотоциклов — 67, паровозов — 36, вагонов — 480, лошадей — 879, интендантских, продовольственных и других складов — 27.
15-16.02.1945 ведёт бои у населённого пункта Альт Рюднитц (ныне Стара Рудница, 5 километров южнее Цедыня).
С 27.03.1945 ведёт бои по ликвидации плацдарма противника на правом берегу реки Одер в районе населённого пункта Альткюстринхен, ныне Стары Костшынек.
12.04.1945 части дивизии сосредоточились в районе Дюрен, Зельхов и начали форсировать Одер в направлении на Целин, в ночь на 14.04.1945 сменив части 230-й стрелковой дивизии на рубеже юго-восточнее Гирхов, Марин, Грабен, Ортвиг. С 16.04.1945 переходит в наступлении, прорывая оборону на участке Ортвиг, Нойбарним, с задачей к исходу дня выйти к Альт-Треббин и в дальнейшем наступать в направлении Нойцигер, Блисдоф Веве. Справа наступала 243-я стрелковая дивизия, слева — 207-я стрелковая дивизия. 18.04.1945 части дивизии вышли на ближние подступы к Людерсдорфу, с 19.04.1945, сменив направление, наступают на Штеренбек, Бизов, железнодорожную станцию Тифензеен, 20.04.1945 овладели населённым пунктом Вильмерсдорф. 21.04.1945, обходя Берлин с севера, с боями овладела городами Буххольц, Бланкенфельде и Любарс. В ночь на 22.04.1945 части дивизии форсировали канал Нидер-Нойендорфер. 23.04.1945 вышла к Шпандау, приняла участие во взятии Шпандау 27.04.1945, затем совершив марш, сосредоточилась в районе Пессин, Дамме, Липе, Бутов, ведёт там оборонительные бои, после чего, снова после марша, 03.05.1945 сосредоточилась в районе города Ратенов и продолжила наступление на запад. 05-06.05.1945 ведёт бои в районе города Врицен, отрезая вражескую группировку от Эльбы. Днём 06.05.1945 части дивизии вышли на восточный берег Эльбы в районе Ноейнмарк, Любарс, где дивизия и закончила войну. За период операции дивизия прошла с боями до 350 километров, совместно с другими соединениями овладела 85 населёнными пунктами, уничтожила до 1530 вражеских солдат и офицеров, захватила 278 пленных, уничтожила 12 орудий разного калибра, 19 миномётов, 44 станковых пулемёта, 17 танков, 8 бронетранспортёров, до 150 автомашин, взяла трофеи: 14 танков, 9 самоходных установок, 216 орудий разных калибров, 7 миномётов, 131 станковый пулемёт, около 4500 винтовок, более 800 автомашин, 850 мотоциклов, 2500 пистолетов, 5 складов с боеприпасами, 2 артиллерийских склада (арсенала), 7 вещевых, 5 продовольственных складов, склады с горючим, с парашютами, имуществом связи и другие.
29.05.1945 расформирована.

## Полное название
82-я стрелковая Ярцевская Краснознамённая орденов Суворова и Кутузова дивизия

## Подчинение
| Дата            | Фронт (округ)            | Армия      | Корпус                  | Примечания                                        |
| --------------- | ------------------------ | ---------- | ----------------------- | ------------------------------------------------- |
| 01.05.1942 года | Московский военный округ | —          | —                       | —                                                 |
| 01.06.1942 года | Западный фронт           | 20-я армия | —                       | —                                                 |
| 01.07.1942 года | Западный фронт           | 20-я армия | —                       | —                                                 |
| 01.08.1942 года | Западный фронт           | 20-я армия | —                       | —                                                 |
| 01.09.1942 года | Западный фронт           | 20-я армия | —                       | —                                                 |
| 01.10.1942 года | Западный фронт           | 20-я армия | —                       | —                                                 |
| 01.11.1942 года | Западный фронт           | 20-я армия | —                       | —                                                 |
| 01.12.1942 года | Западный фронт           | 29-я армия | —                       | —                                                 |
| 01.01.1943 года | Западный фронт           | 29-я армия | —                       | —                                                 |
| 01.02.1943 года | Западный фронт           | 29-я армия | —                       | —                                                 |
| 01.03.1943 года | Западный фронт           | 20-я армия | —                       | —                                                 |
| 01.04.1943 года | Западный фронт           | 31-я армия | —                       | —                                                 |
| 01.05.1943 года | Западный фронт           | 31-я армия | —                       | —                                                 |
| 01.06.1943 года | Западный фронт           | 31-я армия | —                       | —                                                 |
| 01.07.1943 года | Западный фронт           | 31-я армия | —                       | —                                                 |
| 01.08.1943 года | Западный фронт           | 31-я армия | —                       | —                                                 |
| 01.09.1943 года | Западный фронт           | 31-я армия | 71-й стрелковый корпус  | —                                                 |
| 01.10.1943 года | Западный фронт           | 31-я армия | 71-й стрелковый корпус  | —                                                 |
| 01.11.1943 года | Западный фронт           | 31-я армия | 71-й стрелковый корпус  | —                                                 |
| 01.12.1943 года | Резерв Ставки ВГК        | 47-я армия | 105-й стрелковый корпус | —                                                 |
| 01.01.1944 года | Белорусский фронт        | 65-я армия | 19-й стрелковый корпус  | —                                                 |
| 01.02.1944 года | Белорусский фронт        | 65-я армия | 19-й стрелковый корпус  | —                                                 |
| 01.03.1944 года | 1-й Белорусский фронт    | 65-я армия | 95-й стрелковый корпус  | —                                                 |
| 01.04.1944 года | 1-й Белорусский фронт    | 50-я армия | 46-й стрелковый корпус  | —                                                 |
| 01.05.1944 года | 1-й Белорусский фронт    | 3-я армия  | 46-й стрелковый корпус  | —                                                 |
| 01.06.1944 года | 1-й Белорусский фронт    | 3-я армия  | 46-й стрелковый корпус  | —                                                 |
| 01.07.1944 года | 1-й Белорусский фронт    | 3-я армия  | 46-й стрелковый корпус  | —                                                 |
| 01.08.1944 года | 1-й Белорусский фронт    | 65-я армия | 80-й стрелковый корпус  | —                                                 |
| 01.09.1944 года | Резерв Ставки ВГК        | 61-я армия | 80-й стрелковый корпус  | —                                                 |
| 01.10.1944 года | 3-й Прибалтийский фронт  | 61-я армия | 80-й стрелковый корпус  | —                                                 |
| 01.11.1944 года | 1-й Прибалтийский фронт  | 61-я армия | 80-й стрелковый корпус  | —                                                 |
| 01.12.1944 года | 1-й Прибалтийский фронт  | 61-я армия | 80-й стрелковый корпус  | (с 20.12.1944 по 25.12.1944 в резерве Ставки ВГК) |
| 01.01.1945 года | 1-й Белорусский фронт    | 61-я армия | 80-й стрелковый корпус  | —                                                 |
| 01.02.1945 года | 1-й Белорусский фронт    | 61-я армия | 80-й стрелковый корпус  | —                                                 |
| 01.03.1945 года | 1-й Белорусский фронт    | 47-я армия | 129-й стрелковый корпус | —                                                 |
| 01.04.1945 года | 1-й Белорусский фронт    | 47-я армия | 129-й стрелковый корпус | —                                                 |
| 01.05.1945 года | 1-й Белорусский фронт    | 47-я армия | 129-й стрелковый корпус | —                                                 |

## Состав
- 210-й стрелковый полк
- 250-й стрелковый полк
- 601-й стрелковый полк
- 795-й артиллерийский полк
- 146-й отдельный истребительно-противотанковый дивизион
- 94-я отдельная разведывательная рота
- 123-й отдельный сапёрный батальон
- 130-й отдельный батальон связи (401-я отдельная рота связи)
- 53-й отдельный медико-санитарный батальон
- 597-я автотранспортная рота
- 286-я отдельная рота химической защиты
- 493-я полевая хлебопекарня
- 1003-й дивизионный ветеринарный лазарет
- 681-я (1650-я) полевая почтовая станция
- 1649-я полевая касса Государственного банка

## Командование

### Командиры
- Писарев, Иван Васильевич (12.06.1942 — 30.09.1944), полковник, с 01.09.1943 генерал-майор;
- Дудоров, Тимофей Дмитриевич (05.10.1944 — 12.02.1945), полковник;
- Поляков, Пётр Семёнович (13.02.1945 — 04.05.1945), генерал-майор;
- Дудоров, Тимофей Дмитриевич (05.05.1945 — 09.05.1945), полковник.

### Заместители командира
- Пуховский, Николай Фомич (??.10.1937 — ??.04.1938), майор

### Начальники штаба
- Полковник Белоусов

## Награды и наименования
| Награда (наименование)            | Дата                 | За что награждена |
| --------------------------------- | -------------------- | --- |
| Орден Красного Знамени            |                      | По преемственности от 64-й отдельной морской стрелковой бригады |
| Почётное наименование «Ярцевская» | 19.09.1943           | Присвоено Приказом Верховного Главнокомандующего от 19 сентября 1944 года за отличие в боях при освобождении города Ярцево |
| Орден Суворова II степени         | 31.10.1944           | Награждена Указом Президиума Верховного Совета СССР от 31 октября 1944 года за образцовое выполнение заданий командования в боях с немецкими захватчиками, за овладение городом Рига и проявленные при этом доблесть и мужество.               |
| Орден Кутузова II степени         | 19 февраля 1945 года | Награждена указом Президиума Верховного Совета СССР от 19 февраля 1945 года за образцовое выполнение заданий командования в боях с немецкими захватчиками при прорыве обороны немцев южнее Варшавы и проявленные при этом доблесть и мужество. |

Награды частей дивизии:
- 210-й стрелковый Полоцкий Краснознамённый ордена Кутузова[4] полк
- 250-й стрелковый ордена Суворова[4] полк
- 601-й стрелковый ордена Кутузова[4] полк
- 795-й артиллерийский ордена Александра Невского[5] полк
- 146-й отдельный истребительно-противотанковый ордена Александра Невского[5] дивизион
- 123-й отдельный сапёрный ордена Красной Звезды[4] батальон
- 130-й отдельный ордена Красной Звезды[4] батальон связи

## Отличившиеся воины дивизии
| Награда | Ф. И.О.                        | Должность                                                                                        | Звание          | Дата награждения                 | Примечания                                                               |
| ------- | ------------------------------ | ------------------------------------------------------------------------------------------------ | --------------- | -------------------------------- | ------------------------------------------------------------------------ |
|         | Бурлачук, Антон Игнатьевич     | Наводчик станкового пулемёта 601-го стрелкового полка                                            | красноармеец    | 31.05.1945 (посмертно)           |                                                                          |
|         | Ветошкин, Виктор Дмитриевич    | Наводчик миномёта 601-го стрелкового полка Командир миномётного расчёта 601-го стрелкового полка | сержант         | 14.02.1945 26.04.1945 15.05.1945 | Узнал о награждении орденом 1-й степени и получил его только в 1970 году |
|         | Григорьев, Дмитрий Петрович    | Командир роты автоматчиков 250-го стрелкового полка                                              | капитан         | 24.03.1945                       |                                                                          |
|         | Кореньков, Михаил Андреевич    | Командир расчёта 76-мм пушки 601-го стрелкового полка                                            | младший сержант | 26.02.1945 16.03.1945 27.05.1945 | 16.03.1945 повторно награждён 3 степенью, перенаграждён 24.10.1966       |
|         | Кудачкин, Михаил Фёдорович     | Командир батальона 601-го стрелкового полка                                                      | капитан         | 24.03.1945                       |                                                                          |
|         | Матросов, Александр Алексеевич | Командир взвода 94-й отдельной разведывательной роты                                             | старший сержант | 24.03.1945                       |                                                                          |
|         | Мурашёв, Николай Семёнович     | Разведчик взвода пешей разведки 601-го стрелкового полка                                         | сержант         | 02.03.1945 16.03.1945 24.05.1945 | 16.03.1945 повторно награждён 3 степенью, перенаграждён 12.05.1986       |
|         | Новак, Степан Яковлевич        | Командир 250-го стрелкового полка                                                                | подполковник    | 31.05.1945                       |                                                                          |
|         | Петялин, Сергей Васильевич     | Разведчик 210-го стрелкового полка                                                               | ефрейтор        | 24.03.1945 (посмертно)           |                                                                          |